# Frithjof Ulleberg
Frithjof Ulleberg (Oslo, 10 september 1911 – aldaar, 31 januari 1993) was een Noorse voetballer die gedurende zijn carrière als middenvelder speelde voor FC Lyn Oslo. Ulleberg overleed op 81-jarige leeftijd in de Noorse hoofdstad Oslo.

## Interlandcarrière
Frithjof Ulleberg won met het Noors voetbalelftal de bronzen medaille op de Olympische Zomerspelen 1936 in Berlijn, Duitsland. De ploeg onder leiding van bondscoach Asbjørn Halvorsen won in de troostfinale met 3-2 van Polen dankzij drie treffers van Ullebergs clubgenoot Arne Brustad. In totaal speelde Ulleberg veertien interlands voor zijn vaderland in de periode 1936-1937. Hij maakte ook deel uit van de Noorse selectie voor het WK voetbal 1938, maar kwam niet in actie tijdens dat toernooi.